# Veronica hirta
Veronica hirta är en grobladsväxtart som beskrevs av Francis Whittier Pennell. Veronica hirta ingår i släktet veronikor, och familjen grobladsväxter. Inga underarter finns listade i Catalogue of Life.